# Acalypha berteroana
Acalypha berteroana är en törelväxtart som beskrevs av Johannes Müller Argoviensis. Acalypha berteroana ingår i släktet akalyfor, och familjen törelväxter. Inga underarter finns listade i Catalogue of Life.